# 아이돌마스터 신데렐라 걸즈 (애니메이션)
'아이돌마스터 신데렐라 걸즈'(THE IDOLM@STER CINDERELLA GIRLS)는 A-1 Pictures 제작 일본 애니메이션이다. 반다이 남코 엔터테인먼트와 Cygames가 개발·운영하는 동명의 소셜 게임 '아이돌마스터 신데렐라 걸즈'를 원작으로 한 애니메이션화 작품이다. 2015년 1월부터 같은 해 4월까지 1st 시즌 전 13화, 같은 해 7월부터 10월까지 2nd 시즌 전 12화가 TOKYO MX 외로 방송되어, 특별편 1화가 영상 소프트 한정으로 수록되었다.

## 텔레비전 애니메이션
2015년 1월부터 4월까지 제1기, 7월부터 10월까지 제2기로 방송. 2014년 4월 5일에 행해진 라이브 이벤트 'THE IDOLM@STER CINDERELLA GIRLS 1stLIVE WONDERFUL M@GIC!! '1일째에서 애니메이션화 결정이 발표되어 PV와 제1탄 키 비주얼이 공개되었다.
1월 2일에 방송 개시에 앞서, 특별 프로그램 'TV애니메이션 '아이돌마스터 신데렐라 걸즈 방송 직전 특별프로'~설날이야 신데렐라 걸즈!~'가 방송되었다. 출연은 하라 사유리, 아오키 루리코, 요시무라 하루카, 마츠자키 레이.

### 키 비주얼
키 비주얼은 상기로 발표된 제1탄의 것과는 별도로, 각 속성별의 것이 5월부터 차례차례 역 포스터 광고나 애니메이션 공식 사이트 등에서 차례차례 발표되었다.
이하는 각 키 비주얼 마다 등장하는 아이돌 목록 (가나다 순서). 기울임이 되어 있는 것은 발표 시점에서 보이스 실장되어 있지 않은 아이돌.
- 제1탄 키 비주얼 - 시부야 린, 시마무라 우즈키, 혼다 미오
- cute 키 비주얼 -  오가타 치에리,   시마무라 우즈키, 후타바 안즈, 마에카와 미쿠, 미무라 카나코
- cool 키 비주얼 - 아나스타샤,   칸자키 란코, 시부야 린,   타다 리이나, 닛타 미나미
- passion 키 비주얼 - 아카기 미리아,  죠가사키 리카,  혼다 미오, 모로보시 키라리

### 스탭
- 원작- 반다이 남코 게임스
- 애니메이션 캐릭터 원안 - 안닌도후
- 슈퍼바이저 - 이시하라 아키히로
- 감독 - 타카오 노리코
- 조감독 - 하라다 타카히로, 스즈키 켄타 츠카사, 마스야마 료지
- 시리즈 구성 - 타카오 노리코, 타카하시 타츠야
- 캐릭터 디자인 마츠오 유스케
- 총작화 감독 - 마츠오 유스케, 타나카 유우수케, 야마다유경
- 디자인 워크스 - 아카이 타카후미, 타나카 유우수케, 야마다유 케이, 코노 에미, 카와츠마 토모미,우에무라 쥰, 쿠로사와 마모루, 와타나베 케이코
- 미술 감독 - 스기우라 미호 (스튜디오 이스터)
- 미술 설정 - 후지이 이치시
- 색채 설계 - 무라카미 토모미
- 촬영 감독 - 사쿠마 유야
- 편집 - 미시마 아키라기 (그라피니카)
- 음향 감독 - 후지타 아키코
- 음악 - 타나카 히데카즈 (MONACA)
- 음악 프로듀서 - 카시와타니 토모히로, 우치다 테츠야
- 음악 제작 - 일본 컬럼비아
- 음악 제작 협력 - MONACA
- 프로듀서 - 토바양전, 번정에리코, 카시와타니 토모히로, 미부켄이치
- 제작 프로듀서 - 시미즈 아키라
- 제작 통괄 - 락오치칙
- 애니메이션 프로듀서 - 후쿠시마우일
- 제작- A-1 Pictures
- 제작 협력- 반다이 남코 스튜디오, Cygames
- 제작- 반다이 남코 게임스, 애니플렉스, 일본 컬럼비아, 애니메이션 컨소시엄 재팬

### 주제가
오프닝 테마 〈Star!!〉 (제 2화 - 제 6화, 제 8화 -)
작사 - 모리 유리코 / 작곡·편곡 - 타나카 히데카즈 / 노래 - CINDERELLA PROJECT
엔딩 테마
〈메세지〉 (제 1화)
작사 - 엔도 후비트 / 작곡·편곡 - 타키자와 슌스케 /노래 - 시마무라 우즈키 (오오하시 아야카), 시부야 린 (후쿠하라 아야카), 혼다 미오 (하라 사유리)
〈저녁노을 프레젠트〉 (제 2화 - 제 5화, 제 7화)
작사 - 엔도 후비트 / 작곡 - BNSI (Yoshi) / 편곡 - BNSI (Yoshi), 타키자와 슌스케 / 노래 - CINDERELLA PROJECT
〈Star!! (Piano Instrumental Version)〉
작곡·편곡 - 타나카 히데카즈
〈-LEGNE- 적대하는 검 빛의 선율〉 (제 8화)
작사 - BNSI (나카가와 코지) / 작곡 - 온다 료헤이 / 편곡 - TAKT (TRYTONELABO) / 노래 - Rosenburg Engel [칸자키 란코 (우치다 마아야)]
〈Happy×2 Days〉 (제 9화)
작사·작곡 - 키무라 유키 / 편곡 - 오카노 유지로 (TRYTONELABO) / 노래 - CANDY ISLAND
〈LET'S GO HAPPY!!〉 (제 10화)
작사 - 유우노 요시미 (IOSYS) / 작곡·편곡 - ARM (IOSYS) / 노래 - 데코레이션
삽입곡
〈부탁해! 신데렐라〉 (제 1화)
작사 - marhy /작곡·편곡 - BNSI (우치다 테츠야) /노래 - 타카가키 카에데 (하야미 사오리), 죠가사키 미카 (요시무라 하루카), 코히나타 미호 (츠다 미나미), 토토키 아이리 (하라다 히토미), 카와시마 미즈키 (히가시야마 나오), 히노 아카네 (아카사키 치나츠), 코시미즈 사치코 (타케타츠 아야나), 사쿠마 마유 (마키노 유이), 시라사카 코우메 (오사키 치요)
〈빛나는 세계의 마법〉 (제 2화)
작사 - yura / 작곡 - 코니시 유코 / 편곡 - 하라다 나오 / 노래 - 시마무라 우즈키 (오오하시 아야카), 시부야 린 (후쿠하라 아야카), 혼다 미오 (하라 사유리)
〈TOKIMEKI 에스컬레이트〉 (제 3화)
작사 - marhy / 작곡·편곡 - NBSI (우치다 테츠야) / 노래 - 죠가사키 미카 (요시무라 하루카)
〈Memories〉 (제 6화)
작사 - 카이타 유리코 / 작곡 - ESTi / 편곡 - ESTi, BNSI (kyo) / 노래 - LOVE LAIKA
〈갓 나온 Evo! Revo! Generation!〉 (제 7화)
작사 - 미에노 히토미 / 작곡·편곡 - BNSI (kyo) / 노래 - 시마무라 우즈키 (오오하시 아야카), 시부야 린 (후쿠하라 아야카), 혼다 미오 (하라 사유리)
〈나 고철 안드로이드〉 (제 9화)
작사·작곡·편곡 - 사사키 토모코 / 노래 - CANDY ISLAND
〈Orange Sapphire〉 (제 10화)
작사 - Funta3 / 작곡·편곡 - Funta7 / 노래 - 데코레이션

### 각 화 목록
| 화수      | 부제                            | 각본            | 그림 콘티     | 연출                          | 작화 감독     |
| --------- | ------------------------------- | --------------- | ------------- | ----------------------------- | ------------- |
| Episode 1 | Who is in the pumpkin carriage? | 타카하시 타츠야 | 타카오 노리코 | 하라다 타카히로 야시마 타케시 | 마츠오 유스케 |

### CINDERELLA Night
니코니코에서의 특별 방송범위. 월요일의 21시부터 애니메이션 본편을 전달해, 21시 30분부터 라디오 '데레라디 A'를 방송한다.
1월 5일은 특별 프로그램을 전달 예정.

### 이모티콘(카카오 이모티콘)
2019년 애니플러스에서 아이돌 마스터 신데렐라 걸즈의 이모티콘을 카카오 이모티콘 Shop에 새로 출시했다.

### 내용주
1. ↑  지연 넷 국에서의 정확한 방송 기간에 대해서는 '방송국'을 참조.
2. 1 2  후타바 안즈 (이가라시 히로미), 미무라 카나코 (오오츠보 유카), 오가타 치에리 (오오조라 나오미)
3. 1 2  죠가사키 리카 (야마모토 노조미), 모로보시 키라리 (마츠자키 레이), 아카기 미리아 (쿠로사와 토모요)